# Ultimate Pro Wrestling
Pour l’article homonyme, voir UPW.
L'Ultimate Pro Wrestling (UPW) est une fédération de catch américaine créée par Rick Bassman en 1998. Elle a été souvent employée comme base de formation par la World Wrestling Entertainment et a envoyé plus de trente de ses employés à la WWE et à la Pro Wrestling Zero1 au Japon.
Elle a contribué au développement de beaucoup de superstars du passé et du présent, comprenant John Cena, Chris Masters, Victoria, Jon Heidenreich, The Miz, Melina, Lena Yada, Deuce, SoCal Val, Ryan Sakoda, Matt Wiese, Frankie Kazarian ou encore Gabriel Tuft. Elle a également comporté certaines stars de la lutte indépendante comme Christopher Daniels et Samoa Joe. La compagnie s'est éteinte en 2007.

## Championnats

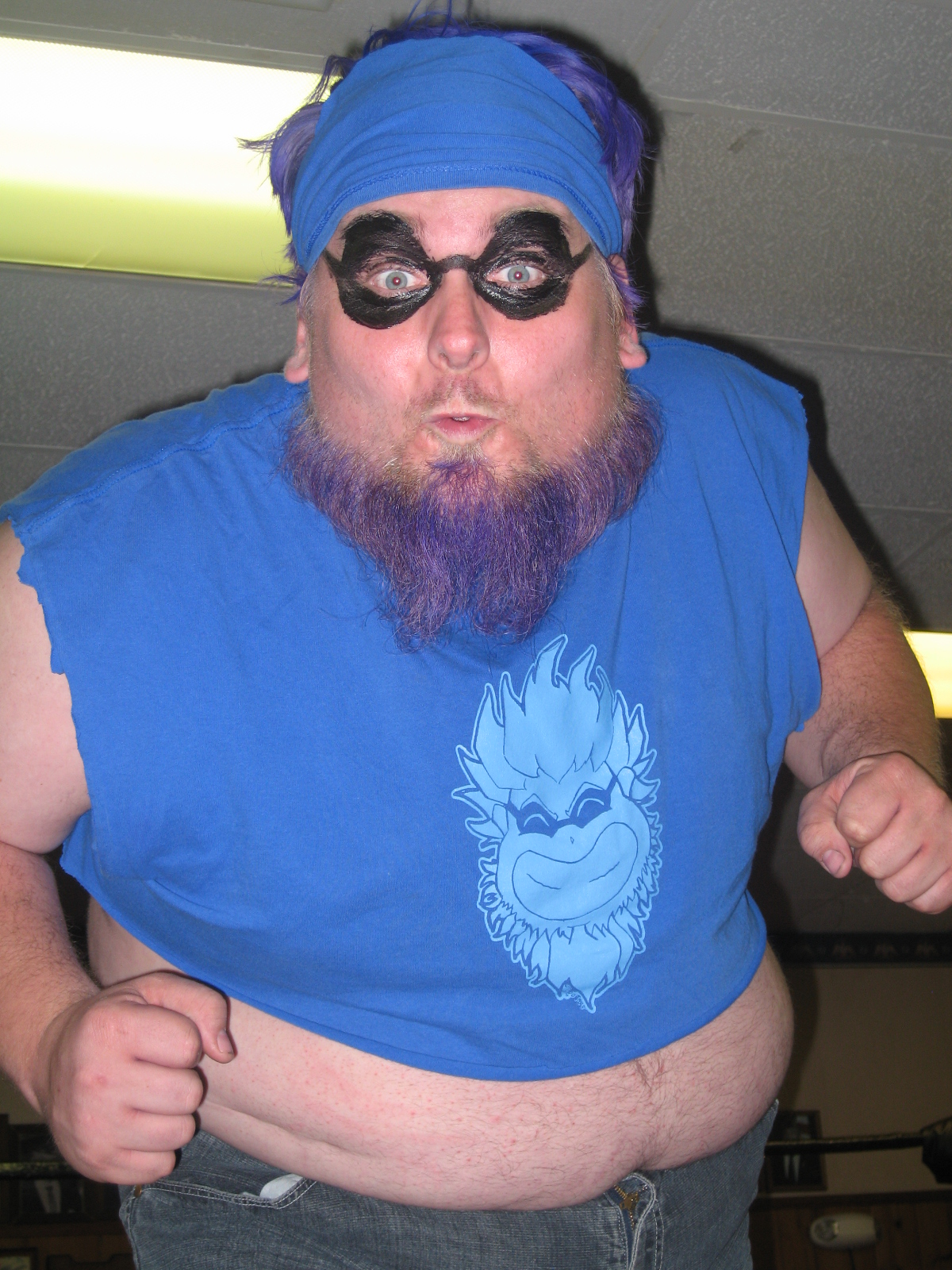
The Blue Meanie, le dernier Champion Internet de l'UPW.

Championnats actuels
| Championnats                 | Champion(s)                          |
| ---------------------------- | ------------------------------------ |
| UPW Heavyweight Championship | Tom Howard                           |
| UPW Tag Team Championship    | Ballard Brothers (Shane and Shannon) |
| UPW Lightweight Championship | Lil' Nate                            |
| UPW Women's Championship     | Vacant                               |

Anciens championnats
| Championnat                                             | Dernier champion |
| ------------------------------------------------------- | ---------------- |
| UPW Internet Championship                               | The Blue Meanie  |
| UPW No Holds Barred Championship                        | Shane Ballard    |
| UPW Southern California Heavyweight/ Shoot Championship | Tom Howard       |